# Pilibhit
Pilibhit è una suddivisione dell'India, classificata come municipal board, di 124.082 abitanti, capoluogo del distretto di Pilibhit, nello stato federato dell'Uttar Pradesh. In base al numero di abitanti la città rientra nella classe I (da 100.000 persone in su).

## Geografia fisica
La città è situata a 28° 37' 60 N e 79° 47' 60 E e ha un'altitudine di 171 m s.l.m..

## Società

### Evoluzione demografica
Al censimento del 2001 la popolazione di Pilibhit assommava a 124.082 persone, delle quali 65.824 maschi e 58.258 femmine. I bambini di età inferiore o uguale ai sei anni assommavano a 15.757, dei quali 8.344 maschi e 7.413 femmine. Infine, coloro che erano in grado di saper almeno leggere e scrivere erano 75.491, dei quali 43.249 maschi e 32.242 femmine.